# Himmelkron
Himmelkron is een gemeente in de Duitse deelstaat Beieren, en maakt deel uit van het Landkreis Kulmbach. Himmelkron telt 3.489 inwoners. De plaats ligt aan de Bundesstraße 303 en aan de A9. De plaats onderhoudt een partnerschap met Kynšperk nad Ohří in Tsjechië.

## Geschiedenis
De plaats werd in 1279 als cisterciënzer klooster gesticht; dit klooster werd in 1545 gedurende de Reformatie opgeheven. De markgraven van Brandenburg-Bayreuth namen het kloosterbezit over en bouwden een zomerresidentie op deze plaats. Nadat Himmelkorn enige tijd tot het Pruisische vorstendom Bayreuth behoorde viel het in de Vrede van Tilsit in 1807 toe aan Frankrijk. In 1810 ging de plaats over naar Beieren. In 1818 ontstond de gemeente Himmelkron.
Grafengehaig ·
Guttenberg ·
Harsdorf ·
Himmelkron ·
Kasendorf ·
Ködnitz ·
Kulmbach ·
Kupferberg ·
Ludwigschorgast ·
Mainleus ·
Marktleugast ·
Marktschorgast ·
Neudrossenfeld ·
Neuenmarkt ·
Presseck ·
Rugendorf ·
Stadtsteinach ·
Thurnau ·
Trebgast ·
Untersteinach ·
Wirsberg ·
Wonsees